# فلوريد تانتالوم خماسي
 فلوريد تانتالوم خماسي مركب كيميائي له الصيغة TaF5 ، ويكون على شكل مسحوق بلوري أبيض .